# Leptosynapta decaria
Leptosynapta decaria is een zeekomkommer uit de familie Synaptidae.
De wetenschappelijke naam van de soort werd in 1905 gepubliceerd door H. Östergren.